# Matidia simplex
Matidia simplex là một loài nhện trong họ Clubionidae.
Loài này thuộc chi Matidia. Matidia simplex được Eugène Simon miêu tả năm 1897.